# Lusaka Dynamos
Lusaka Dynamos Football Club – zambijski klub piłkarski założony w Lusace. Lusaka Dynamos rozgrywa swoje mecze na stadionie Queensmead w Lusace (pojemność: 20 000 miejsc). Klub występuje w zambijskiej Premier League.

## Sukcesy
- Puchar Challenge Cup Zambii: 1

2008